# 愛·欺
是一部2017年劇情片，由瑞典導演比悠恩·朗吉執導，改编自Meg Wolitzer所写的同名小说。
該片於2017年9月12日在多倫多國際影展世界首映。

## 剧情
1992年，美国康州的作家Joe Castleman获得诺贝尔文学奖，于是他带着妻子Joan和儿子David飞到斯德哥尔摩接受颁奖。故事最终揭示了妻子Joan的文学才华对丈夫Joe的著作有着特殊性贡献。

## 演員
- 格伦·克洛斯 飾演 Joan Castleman
  - Annie Starke 飾演 年輕的Joan Castleman
- 喬納森·普賴斯 飾演 Professor Joe Castleman
  - 哈里·勞埃德 飾演 年輕的Joe Castleman
- 克利斯汀·史萊特 飾演 Nathaniel Bone
- 麥斯·艾恩斯 飾演 David Castleman
- 伊莉莎白·麥戈文 飾演 Elaine Mozell
- Alix Wilton Regan 飾演 Susannah Castleman

## 榮譽
| 類別             | 頒獎日期      | 獎項                 | 名字        | 結果 | 參考  |
| ---------------- | ------------- | -------------------- | ----------- | ---- | ----- |
| 金球獎           | 2019年1月6日  | 剧情类电影最佳女主角 | 格伦·克洛斯 | 獲獎 | [ 5 ] |
| 評論家選擇電影獎 | 2019年1月13日 | 最佳女主角           | 格伦·克洛斯 | 獲獎 |       |
| 獨立精神獎       | 2019年2月23日 | 最佳女主角           | 格伦·克洛斯 | 獲獎 |       |

## 外部連結
- 官方网站
- 豆瓣电影上《愛·欺》的資料 （简体中文）
- 開眼電影網上《愛·欺》的資料（繁體中文）
- AllMovie上《愛·欺》的资料（英文）
- Box Office Mojo上《愛·欺》的資料（英文）
- 时光网上《愛·欺》的資料（简体中文）
- 互联网电影数据库（IMDb）上《愛·欺》的资料（英文）